# 山上由紀子
山上 由紀子（やまがみ ゆきこ、1975年7月10日 - ）は、地方競馬の金沢競馬場所属の元騎手である。

## 来歴
- 1996年3月31日、地方競馬教養センター63期生として卒業
- 1996年4月8日、金沢競馬場でデビュー
- 1996年5月3日、初勝利を挙げる
- 2001年1月19日、引退
- 通算成績は1014戦46勝

## 実績
通算成績：1014戦46勝
主な勝ち鞍
- アルタイル特別[エリットキング]
- リゲル特別[バレンシア]
- 卑弥呼杯[シルダンス]